# Jodargyrit
Jodargyrit, auch unter den verschiedenen synonymen Bezeichnungen Iodargyrit, Jodit, Iodit, Jodsilber, Iodsilber, Jodyrit und unter der chemischen Bezeichnung Silberiodid bekannt, ist ein eher selten vorkommendes Mineral aus der Mineralklasse der Halogenide. Es kristallisiert im hexagonalen Kristallsystem mit der chemischen Zusammensetzung β-AgI und entwickelt meist farblose durchsichtige, tafelige bis prismatische Kristalle in Zentimetergröße, aber auch durchscheinende blätterige, körnige bis massige Mineral-Aggregate, die an der Luft mit der Zeit gelb anlaufen. Auch perlgraue, gelbgrüne und braune Farbvarietäten sind bekannt.

## Etymologie und Geschichte
Erstmals gefunden wurde Jodargyrit 1859 in der „Albarradón Mine“ bei Albarradón (Concepción del Oro) im mexikanischen Bundesstaat Zacatecas und beschrieben durch Alexandre Félix Gustave Achille Leymérie, der das Mineral nach seinen chemischen Bestandteilen Iod und Silber (argyros) benannte.

## Klassifikation
In der mittlerweile veralteten, aber noch gebräuchlichen 8. Auflage der Mineralsystematik nach Strunz gehörte der Jodargyrit zur Abteilung der „Einfachen Halogenide“, wo er als einziges Mitglied die unbenannte Gruppe III/A.01b bildete.
Die seit 2001 gültige und von der International Mineralogical Association (IMA) verwendete 9. Auflage der Strunz’schen Mineralsystematik ordnet den Jodargyrit in die bereits feiner unterteilte Abteilung der „Einfachen Halogenide ohne H2O“ ein. Diese ist zudem weiter unterteilt nach dem Stoffmengenverhältnis von Metall (M) zum jeweils mit diesem verbundenen Halogen (X), so dass das Mineral entsprechend seiner Zusammensetzung in der Unterabteilung „M : X = 1 : 1 und 2 : 3“ zu finden ist, wo es ebenfalls zusammen mit Tocornalit die jetzt nach ihm benannte „Jodargyritgruppe“ mit der System-Nr. 3.AA.10 bildet.
Auch die vorwiegend im englischen Sprachraum gebräuchliche Systematik der Minerale nach Dana ordnet den Jodargyrit ebenfalls in die Klasse/Abteilung der „Halogenide“ ein. Hier ist er als einziges Mitglied in der unbenannten Gruppe 09.01.05 innerhalb der Unterabteilung der „Wasserfreien und wasserhaltigen Halogenide mit der Formel AX“ zu finden.

## Kristallstruktur
Jodargyrit kristallisiert im hexagonalen Kristallsystem in der Raumgruppe P63mc (Raumgruppen-Nr. 186) mit den Gitterparametern a = 4,59 Å und c = 7,51 Å sowie zwei Formeleinheiten pro Elementarzelle.

## Eigenschaften
Vor dem Lötrohr schmilzt das Mineral auf Kohle leicht, färbt die Flamme rotblau und hinterlässt ein Silberkorn. Bei 146 °C geht es in die kubische, rote Modifikation über.

## Bildung und Fundorte

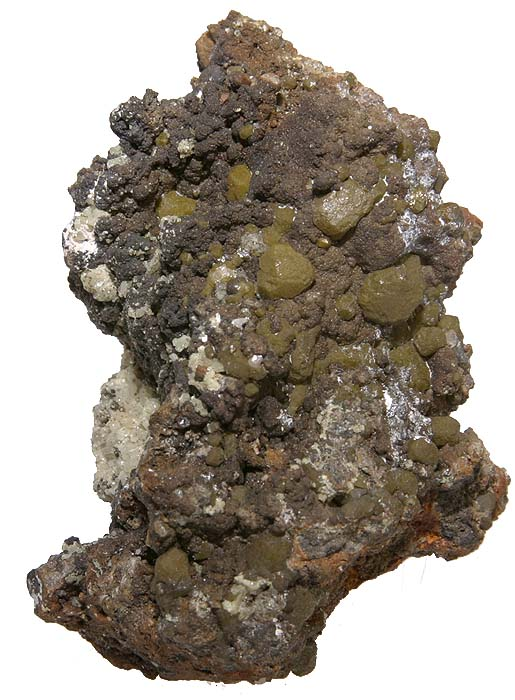
Gelbe Jodargyrit-Kristalle auf kleinen, etwa 1 cm großen Chlorargyritkristallen

Jodargyrit bildet sich als Sekundärmineral durch Oxidation in silberreichen Lagerstätten zusammen mit anderen sekundären Silbermineralen wie Akanthit, Bromargyrit und Chlorargyrit, aber auch Cerussit und gediegen Silber als Begleitminerale.
Bisher wurde Jodargyrit an 135 Fundorten nachgewiesen. Neben seiner Typlokalität Albarradón trat das Mineral in Mexiko noch in der „Quebradillas Mine“ bei Zacatecas auf. Des Weiteren sind an alten Fundorten unter anderem noch Chañarcillo in Chile und Guadalajara in Spanien bekannt.
Auf der Grube „Schöne Aussicht“ bei Dernbach (Deutschland) wurden bisweilen mehrere Millimeter große Kristalle gefunden. Große Kristalle von über einem Zentimeter und grünlicher Farbe konnten aus der „Pinnacles Mine“ bei Broken Hill (Australien) geborgen werden.